# Gwynt y Ddraig Cider

Gwynt y Ddraig: Firmenschild in Pontypridd

Gwynt y Ddraig ist ein walisischer Cider-Produzent mit Sitz in Pontypridd, ca. 20 km nördlich von Cardiff. Gegründet wurde das Unternehmen 2001 von Bill George und Andrew Gronow, die ursprünglich eine Rinderfarm in Pontypridd betrieben. Seit 2004 ist Gwynt y Ddraig kommerziell auf dem britischen Markt vertreten.

## Ausgangslage und Produktion
2001 begannen die Firmen-Inhaber mit der Herstellung von traditionellem, möglichst naturbelassenem Cider. Ursprünglich war dies lediglich als Hobby bzw. Nebenverdienst geplant, daher wurden zu Beginn nur wenige hundert Hektoliter Cider produziert. Inzwischen liegt die Jahresproduktion bei rund 9.000 Hektolitern (Stand: 2011). Die zur Saftgewinnung benötigten Äpfel stammen zum rund 60 Prozent aus Monmouthshire oder anderen Anbaugebieten in Wales und werden nach der Ernte direkt verarbeitet. Weitere Bezugsgebiete finden sich in England. Im Gegensatz zu den meisten global agierenden Cider-Herstellern wird auf die Verwendung von Konzentrat komplett verzichtet.

## Marktstellung
Seit 2004 gelang es Gwynt y Ddraig, dem britischen Cider-Markt neue Impulse zu verleihen. Die Vermarktung ist innerhalb von Großbritannien auch weiterhin auf Wales konzentriert. Dort gilt Gwynt y Ddraig inzwischen als der führende Cider-Produzent. Seit einigen Jahren exportiert das Unternehmen auch ins Ausland, unter anderem nach Skandinavien, ins Baltikum sowie in die USA und nach Australien. Seit Dezember 2010 ist Gwynt y Ddraig auch in Deutschland vertreten.

## Auszeichnungen
Bereits der erste kommerziell hergestellte Cider von Gwynt y Ddraig, "Gold Medal Cider", gewann 2004 die CAMRA (Campaign for real Ale) Gold Medaille. Gwynt y Ddraig war damit das erste Unternehmen, das die unter Cider-Herstellern begehrte Auszeichnung nach Wales bringen konnte.
Auszeichnungen in Auswahl:
- 2004: Gold Medal, CAMRA’S National Cider & Perry Judging, Reading
- 2005: Gold Medal, Green & Red Longdon Perry – Welsh Cider Festival, Clytha Arms
- 2006: Gold Medal Cider, Orchard Gold – The Welsh Perry & Cider Championships
- 2008: Gold Medal, Yarlington Mill – Great Taste Awards, Single Varietal Cider
- 2008: Orchard Gold: Vertreten in der Top-Ten-Liste der besten Cider, veröffentlicht in der britischen Tageszeitung The Independent[8]
- 2010: Overall Champion, Hereford Championships – Medium Cider: Black Dragon

## Produktpalette
- Cidersorten in Flaschen: Gold Medal, Black Dragon, Dabinett, Orchard Gold, Farmhouse Vintage Scrumpy, Farmhouse Cloudy Scrumpy, Autumn Magic, Perry Vale
- Cider vom Fass ("Draught Cider"): Haymaker, Black Dragon, Farmhouse Dry, Farmhouse Medium, Happy Daze, Dog Dancer, Two Trees, Fiery Fox, Pyder, Farmhouse Scrumpy[9]

## Etymologie
Gwynt y Ddraig (sprich: gwent a draigg) ist walisisch und bedeutet übersetzt: "Wind des Drachen". Der Drache ist das Wappen von Wales.